# Anselm
Anselm (alemany: Anselm – Das Rauschen der Zeit) és un documental en 3D alemany del 2023 dirigit per Wim Wenders, que narra l'art del pintor i escultor alemany Anselm Kiefer. La pel·lícula es va estrenar al 76è Festival de Canes el 17 de maig de 2023 com a projecció especial, on va competir per L'Œil d'or. S'ha subtitulat al català.

## Sinopsi
Descrita com a "immersiva", la pel·lícula se centra en el pintor i escultor Anselm Kiefer. El projecte il·lumina la seva obra, el seu viatge vital, la inspiració, el procés creatiu i la fascinació de l'artista pel mite i la història. L'objectiu és "desdibuixar" la frontera entre el cinema i la pintura.